# Eleccions legislatives malteses de 1987
Les Eleccions legislatives malteses de 1987 es van celebrar el 9 de maig de 1987. Va guanyar el Partit Nacionalista, i el seu cap Eddie Fenech Adami fou nomenat primer ministre.

## Resultats
Resum dels resultats electorals de 9 de maig de 1987 a la Cambra de Diputats de Malta
| Partits | Partits                                  | Vots    | %     | Escons | +/- |
| ------- | ---------------------------------------- | ------- | ----- | ------ | --- |
|         | Partit Nacionalista Partit Nazzjonalista | 119.721 | 50,9  | 35     | -   |
|         | Partit Laborista Partit Laburista        | 114.936 | 48,9  | 34     | -   |
|         | Total (participació 95,5%)               | 235.168 | 100,0 | 69     |     |